# یواس‌اس توکان (ای‌ام-۳۸۷)
یواس‌اس توکان (ای‌ام-۳۸۷) (به انگلیسی: USS Toucan (AM-387)) یک کشتی بود که طول آن ۲۲۱ فوت ۳ اینچ (۶۷٫۴۴ متر) بود. این کشتی در سال ۱۹۴۴ ساخته شد.